# Marbotjärnen
Marbotjärnen är en sjö i Lerums kommun i Västergötland som ingår i Göta älvs huvudavrinningsområde.